# Khatyari
Khatyari es una  ciudad censal situada en el distrito de Almora,  en el estado de Uttarakhand (India). Su población es de 5166 habitantes (2011). 

## Demografía
Según el censo de 2011 la población de Khatyari era de 5166 habitantes, de los cuales 2626 eran hombres y 2540 eran mujeres. Khatyari tiene una tasa media de alfabetización del 91,69%, superior a la media estatal del 78,82%: la alfabetización masculina es del 96,99%, y la alfabetización femenina del 86,23%.